# Théopompe
Pour les articles homonymes, voir Théopompe (homonymie).
Théopompe (en grec ancien Θεόπομπος / Theópompos), né à Chios en 403 av. J.-C. ou en 378 av. J.-C. est un historien, homme politique et orateur grec . Il est mort vers 320 av. J.-C.

## Biographie
Théopompe a grandi dans sa ville natale de Chios mais les accusations de laconisme contre son père forcent sa famille à l'exil.
Il réalisa des études littéraires en compagnie de Démosthène et Aision . Il fut l'élève d'Isocrate,,,,,,, avec Éphore de Cumes. Orateur, il remporta de nombreux prix dont le premier prix du concours organisé par Artémise II, reine de Carie, en l'honneur de Mausole son défunt époux à l'occasion des 106ème olympiades en 356 av. J.-C.. Une autre source prétend que celui qui remporta ce concours est en réalité Théodecte.
Son principal rival politique fut l'orateur Théocrite de Chios. Il rencontra Alexandre le Grand dans la période de domination macédonienne, dont la faveur lui permet de regagner sa cité natale. À la mort de ce dernier et sans protection, il est contraint une nouvelle fois de fuir, en raison de ses position anti-athéniennes et sa sympathie pour Sparte. Il se réfugie à Alexandrie auprès de Ptolémée,. En raison de troubles à l'ordre public, il se fit rejeter de la ville mais fut sauvé de justesse par certains de ses amis .
Théopompe aurait survécu jusqu'à la mort d'Alexandre III en 323 av. J.-C., mais nous n'avons  aucune information sur lui après cette date.

## Œuvres
Il fut de son temps très apprécié pour ses qualités d'orateur. Il rédigea de nombreux discours, essentiellement des panégyriques. Néanmoins son œuvre essentielle est historique. Reconnu pour ses nombreuses digressions et notamment par Denys d'Halicarnasse, Théopompe a réalisé deux œuvres historiques majeures, les Helléniques et les Philippiques. Les Helléniques (Ἑλληνικαὶ Ἱστορίαι / Hellênikaì Historíai), couvrant la période de 411 à 391 av. J.-C. selon Diodore est une œuvre de onze ou douze livres qui retrace l'histoire de la fin de la guerre du Péloponnèse. Selon les sources, il reprit l'œuvre de Thucydide ayant réalisé les vingt et une premières années de la guerre. Nombreux sont les auteurs qui ont participé à l'achèvement de cette œuvre. Nous pouvons citer parmi eux Xénophon.  Les Helléniques se  termineraient avec la bataille de Cnide.
Arrêtant la rédaction des Helléniques pour se pencher sur l'histoire de Philippe II, Théopompe donna naissance à un nouveau genre historiographique à la suite de l'avènement de Philippe en 359 av. J.-C.. Il écrivit en effet une histoire « générale » non plus centrée sur la politique des Etats Grecs mais sur la politique du souverain macédonien.
Selon Diodore de Sicile, l'œuvre historique des Philippiques (Φιλιππικά / Philippiká) est composée de 58 livres et décrivent la vie et le règne de Philippe de Macédoine. Le récit quant à lui débute en 360 ou 359 av. J.-C., date d'ascension au trône de Philippe II. Cependant, en raison des nombreuses qu'apporte Théopompe à son récit, celui-ci ne se cantonne pas au simple règne de Philippe (359 av. J.-C. à 336 av. J.-C.) mais traite également des événements et des personnalités des VIe, Ve et IVe siècle av. J.-C.
Ses œuvres historiques furent très influencées par la technique rhétorique qui surchargeaient le cours du récit, notamment par l'usage de nombreuses digressions morales et géographiques, et l'emploi de nombreux discours reconstitués. Théopompe est le premier auteur grec à mentionner explicitement les Étrusques. Il relate également la prise de Rome par les Gaulois. Il est réputé pour son amour des digressions et Denys d'Halicarnasse rapporte qu'on le jugeait méchant, parce qu'il aimait à dépeindre les bassesses et la médiocrité des affaires politiques.
Deux fragments de papyrus découverts pourraient contenir des vestiges de ses histoires helléniques. Ils retracent les efforts diplomatiques de Théramène d'Athènes en 405/404 av. J.-C. pour négocier un accord avec Sparte, ainsi que le déploiement de forces lacédémoniennes. On trouve un extrait de lui chez Aulu-Gelle, dans son ouvrage Nuits attiques : « Chose surprenante qu'on lit dans Théophraste, à l'égard des perdrix. Trait à peu près semblable que Théopompe nous a laissé, concernant les lièvres. Théophraste, le philosophe par excellence, assure que dans la Paphlagonie, toutes les perdrix ont deux cœurs ; et Théopompe rapporte que, dans la Bisalthie, les lièvres ont deux foies. » Antisthène est le seul des philosophes socratiques qu’a loué l’historien Théopompe.
Strabon indique dans son ouvrage Géographie que le grammairien Apollodore d'Athènes rappelle que grâce au récit de Claude Élien nous connaissons l'existence d'une île-continent situé à l'ouest de l'océan Atlantique, dénommée Méropide par Théopompe. Ce dernier décrit Méropide dans le tome 6 de ses Philippiques : « L'Europe, l'Asie et la Libye étaient autant d'îles autour desquelles circulait l'Océan; en dehors de ce monde existait un continent unique d'une immense étendue, peuplé de grands animaux; les hommes qui l'habitaient, les Méropes, avaient une stature double de la nôtre, et la durée de leur vie s'allongeait dans la même proportion. On trouvait chez eux de grandes et nombreuses cités, des fleurs particulières, et des lois tout différentes de celles qui nous régissent ».
En philologie, il est désigné sous l'abréviation Thpp.